# Клобуково (Польща)
Клобуково (пол. Kłobukowo, нім. Heidefeld) — село в Польщі, у гміні Тлухово Ліпновського повіту Куявсько-Поморського воєводства.
Населення — 247 осіб (2011).
У 1975-1998 роках село належало до Влоцлавського воєводства.

## Демографія
Демографічна структура станом на 31 березня 2011 року:
|          | Загалом | Допрацездатний вік | Працездатний вік | Постпрацездатний вік |
| -------- | ------- | ------------------ | ---------------- | -------------------- |
| Чоловіки | 125     | 47                 | 70               | 8                    |
| Жінки    | 122     | 35                 | 62               | 25                   |
| Разом    | 247     | 82                 | 132              | 33                   |